# Youngaia spinosa
Youngaia spinosa is een vliesvleugelig insect uit de familie bronswespen (Chalcididae). De wetenschappelijke naam is voor het eerst geldig gepubliceerd in 1974 door Boucek.